# Teorema de Crofton
En matemàtiques, el teorema de Crofton (o fórmula de Crofton), en honor del matemàtic britànic Morgan Crofton (1826-1915) qui la va enunciar per primera vegada, és un resultat clàssic en probabilitat geomètrica que permet calcular el valor mitjà sense haver de recórrer a la resolució de complicades integrals definides.

## Definició
Siguin els {\displaystyle n} punts {\displaystyle \xi _{1},...,\xi _{n}}, aleatòriament distribuïts en un domini {\displaystyle S} i sigui {\displaystyle H} un event que depèn de la posició dels {\displaystyle n} punts;
Sigui {\displaystyle S'} un domini estrictament més petit que {\displaystyle S} però contingut en el seu interior i sigui {\displaystyle \delta S} la part de {\displaystyle S} no continguda dins de {\displaystyle S'}; aleshores
{\displaystyle \delta P[H]=n(P[H\xi _{1}\in \delta S]-P[H]s^{-1}\delta s}
en la que {\displaystyle P[H]} és la probabilitat del event {\displaystyle H}; {\displaystyle s} és la mida de {\displaystyle S} i {\displaystyle \delta s} és la mida de {\displaystyle \delta S}.